# Nordmannia armena
Nordmannia armena är en fjärilsart som beskrevs av Hans Rebel 1901. Nordmannia armena ingår i släktet Nordmannia och familjen juvelvingar. Inga underarter finns listade i Catalogue of Life.